# Kreis Võru
Der Kreis Võru (estnisch Võru maakond oder Võrumaa, Võro: Võro maakund oder Võromaa) ist ein Landkreis (maakond) im Südosten von Estland.

## Geografie
Er liegt im äußersten Süden Estlands und grenzt nördlich an die Kreise Valga und Põlva. Im Süden bildet er die Staatsgrenze zu Lettland, im Osten zur Russischen Föderation. Im Nordosten liegt der Peipussee. Auch die darin gelegene Insel Salusaar gehört zu dem Kreis und stellt den nördlichsten Punkt des Kreises dar.

## Städte und Gemeinden
Zu dem Kreis gehören seit der Verwaltungsreform 2017 eine Stadt und 4 Gemeinden.

### Städte
- Võru (Werro)

### Gemeinden
- Antsla

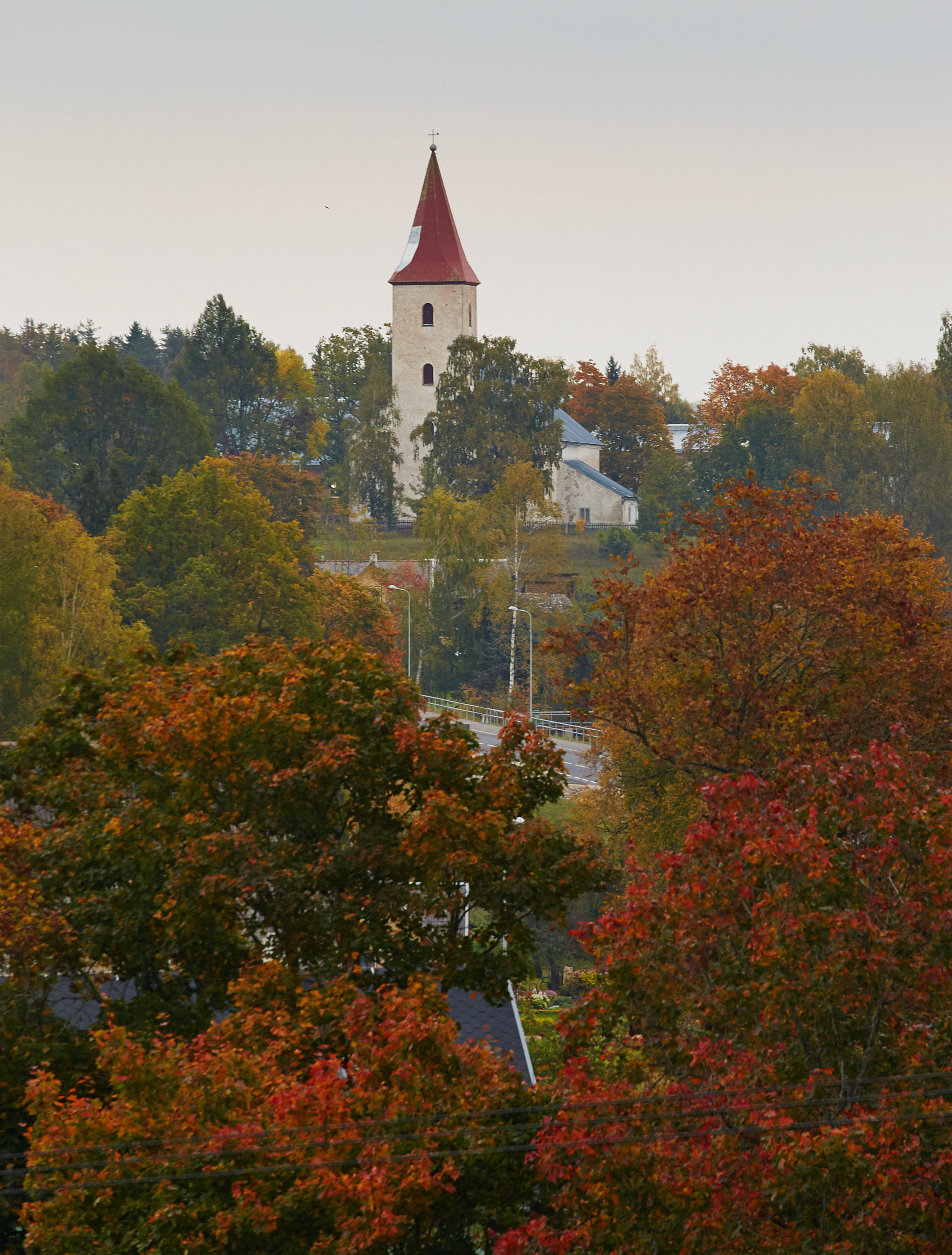
Rõuge
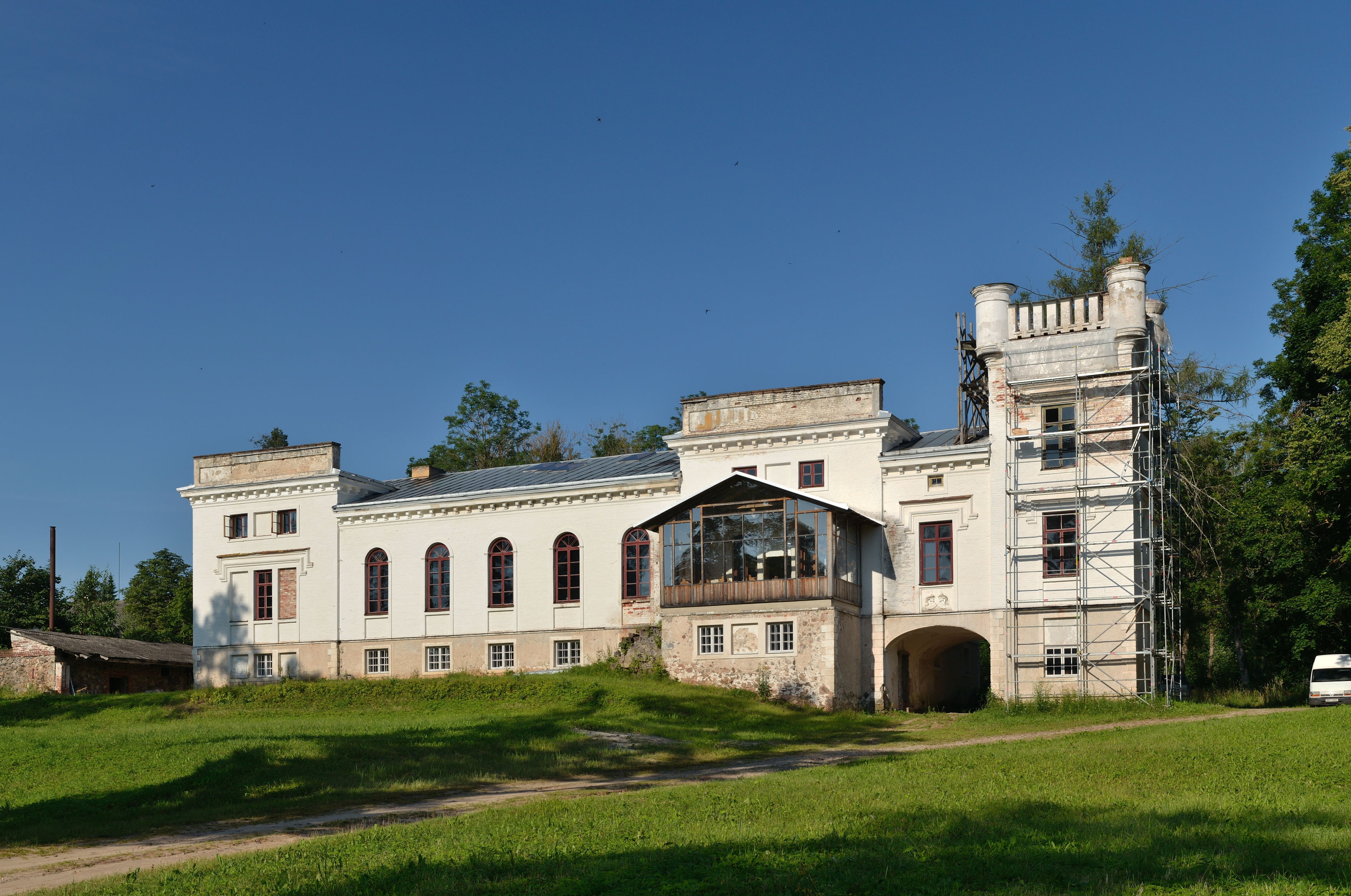
Sõmerpalu
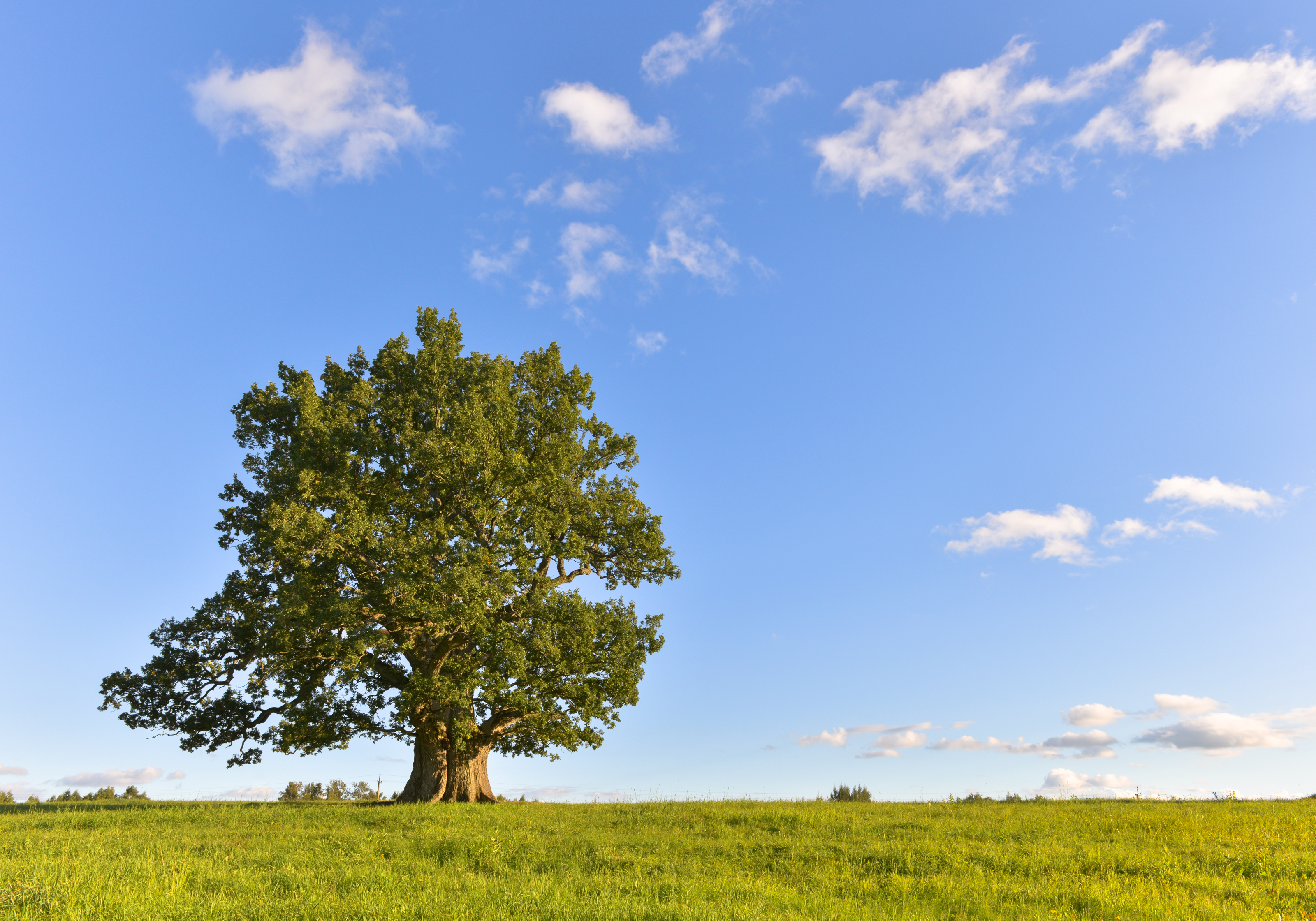
Die 700-jährige Tamme-Lauri-Eiche bei Urvaste
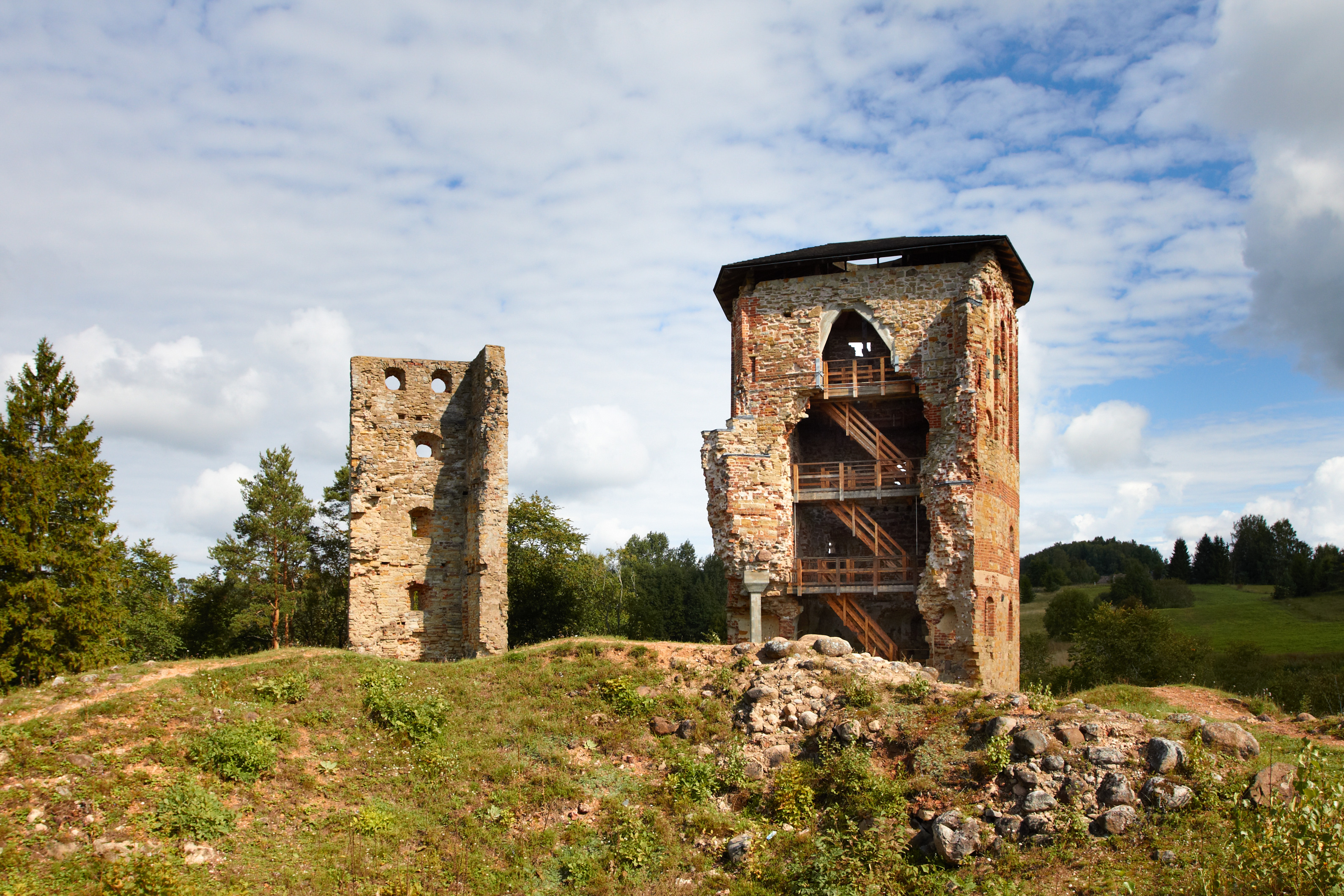
Vastseliina

- Setomaa
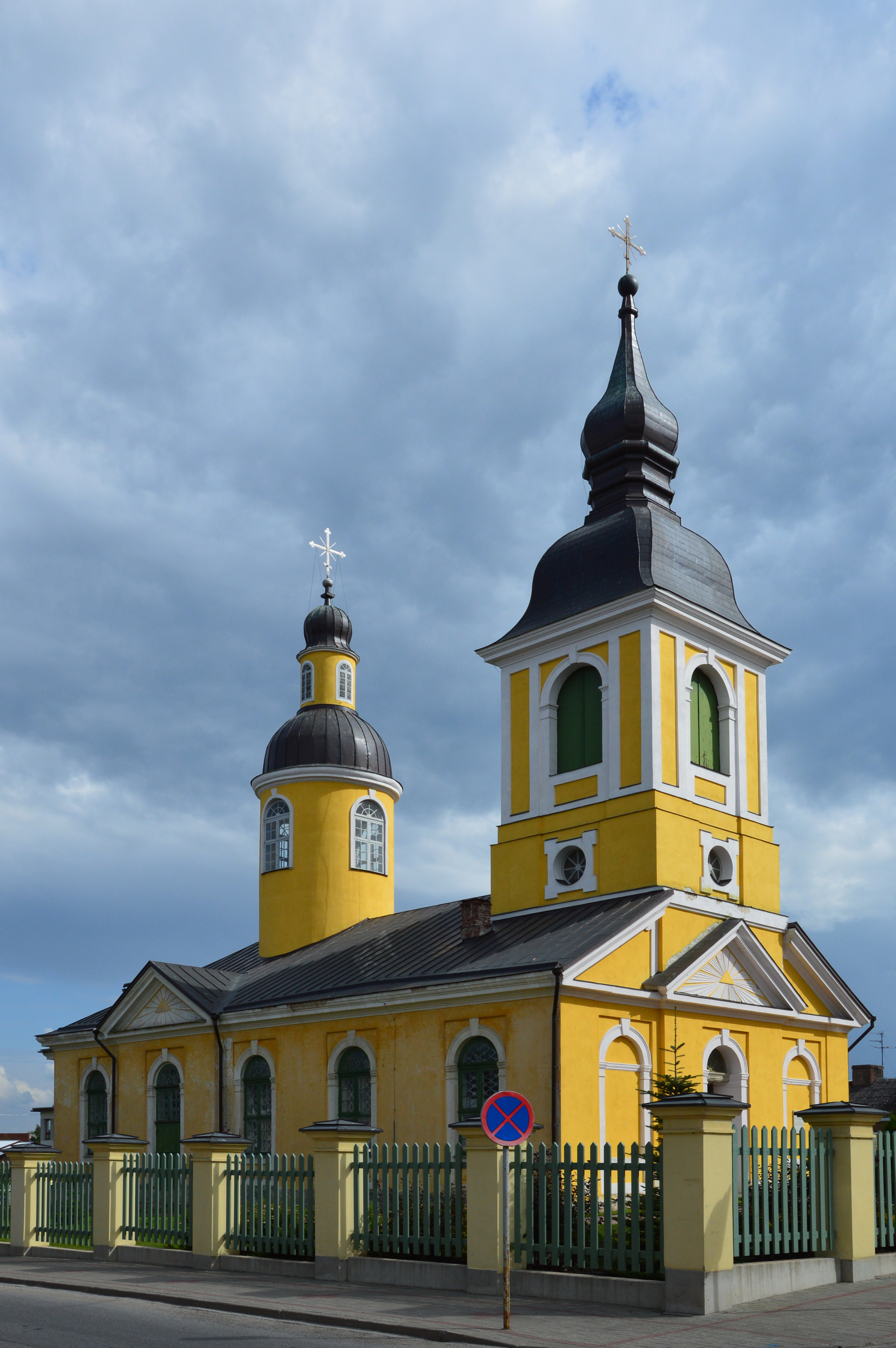
Võru

### Ehemalige Gemeinden
- Antsla (Anzen)
- Haanja (Hahnhof)
- Lasva (Eichhof)
- Meremäe (Merremäggi)
- Misso (Illingen)
- Mõniste (Menzen)
- Sõmerpalu (Sommerpahlen)
- Urvaste (Urbs)
- Varstu (Warsto)
- Vastselinna (Neuhausen)

- Rõuge
- Sõmerpalu
- Die 700-jährige Tamme-Lauri-Eiche bei Urvaste
- Vastseliina
- Võru

## Städtepartnerschaften
- Finnland – Halsua, seit 1989
- Finnland – Kaavi, seit 1990
- Finnland – Kaustinen, seit 1989
- Finnland – Nilsiä, seit 1990
- Finnland – Perho, seit 1989
- Finnland – Rautavaara, seit 1990
- Finnland – Ullava, seit 1989
- Finnland – Vehmaa, seit 1990
- Finnland – Veteli, seit 1989[2]

## Sehenswürdigkeiten
- Burg von Kirumpää[3]
- Holzmegafone in dem National Park Pähni[4][5]
- St.-Katharina-Kirche in Võru[6]
- Suur Munamägi Turm[7][8]

## Persönlichkeiten
- Moses Wolf Goldberg wuchs in Võru auf